# Bruno Coulais
Bruno Coulais (París, 13 de enero de 1954) es un compositor francés, conocido por sus composiciones para bandas sonoras de cine.

## Biografía

### Inicios
Coulais comenzó su formación musical estudiando el violín y el piano con el objetivo de convertirse en un compositor de música clásica contemporánea. Durante sus estudios, realizó un cursillo práctico en un auditorio de París donde le presentaron a François Reichenbach, quien le pidió en 1977 que compusiera la música para su documental México mágico. Esta experiencia le permitió realizar otros trabajos similares. Hasta finales de la década de 1990 permaneció en un bajo perfil, componiendo principalmente para televisión. Su nombre se encuentra a menudo en las películas para televisión de Gérard Marx y Laurent Heynemann. También compuso las bandas sonoras para las películas Le petit prince a dit de Christine Pascal y Le fils du requin de Agnès Merlet, en 1992 y 1993 respectivamente.
En 1994 conoció a la realizadora de televisión Josée Dayan, quien le permitió escribir un tema para la serie de televisión La rivière esperance, emitida por la cadena France 2 en otoño de 1995. Trabajó de nuevo con Dayan con otras grandes producciones como Le Comte de Monte-Cristo, Balzac y Les nuiteux.

### Reconocimiento
El punto de inflexión más importante de su carrera se produjo en 1996 cuando trabajó con los directores Claude Nuridsany y Marie Pérennou en el documental Microcosmos. Esta película, con una potente composición musical interpretada por el coro A Filetta, fue un gran éxito y convirtió a Coulais en uno de los compositores más solicitados en Francia. En 1997 ganó el premio César por mejor banda sonora, así como el premio Victoire de la Musique. Su reputación fue confirmada con las bandas sonoras de Himalaya (1999), para la que contó de nuevo con la interpretación de A Filetta, y Los ríos de color púrpura (2000).
Tras producir la banda sonora de Winged Migration en 2001, Coulais anunció que quería reducir significativamente sus contribuciones a la música cinematográfica y concentrarse en otros proyectos, como la creación de una ópera para niños. Sin embargo, en 2002 aportó la música de la película animada L'enfant qui voulait être un ours y dos años después compuso la banda sonora de la exitosa película Les Choristes de Christophe Barratier, llevándolo a ganar un nuevo Premio César. Desde entonces, las colaboraciones de Coulais en el cine parecen limitarse a obras de directores con los que ya comparte algo de historia, en particular Jacques Perrin, Frédéric Schoendoerffer y James Huth. Otros proyectos notables del músico incluyen las bandas sonoras de Coraline (2009), Océans (2010), La canción del mar (2014), Mune: El guardián de la luna (2015), Journal d'une femme de chambre (2015) y Colmillo blanco (2018).

## Filmografía
- La femme secrète, 1986, dirigida por Sebastien Grall
- Qui trop embrasse, 1986, dirigida por Jacques Davila
- Zanzibar, 1988, dirigida por Christine Pascal
- La campagne de Cicéron, 1990, dirigida por Jacques Davila
- Le jour des rois, 1991, dirigida por Marie-Claude Treilhou
- Le fils du requin, 1992, dirigida por Agnes Merlet
- Le retour de Casanova, 1992, dirigida por Édouard Niermans
- Les équilibristes, 1992, dirigida por Nico Papatakis
- Le Petit prince a dit, 1992, dirigida por Christine Pascal
- Vieille canaille, 1992, dirigida por Gérard Jourd'hui
- Waati, 1994, dirigida por Souleymane Cissé
- Adultère mode d'emploi, 1995, dirigida por Christine Pascal
- Microcosmos, 1995, dirigida por Claude Nuridsany
- La famille Sapajou (serie de televisión), 1997, dirigida por Élisabeth Rappeneau
- Déjà mort, 1997, dirigida por Olivier Dahan
- Préférence, 1997, dirigida por Grégoire Delacourt
- Gaetan et Rachel en toute innocence, 1997, dirigida por Suzy Cohen
- Don Juan, 1998, dirigida por Jacques Weber
- Belle maman, 1998, dirigida por Gabriel Aghion
- Le Comte de Monte Cristo, 1998, dirigida por Josée Dayan
- Serial Lover, 1998, dirigida por James Huth
- Balzac (serie de televisión), 1999, dirigida por Josée Dayan
- Épouse-moi, 1999, dirigida por Harriet Marin
- La débandade, 1999, dirigida por Claude Berri
- Scènes de crimes, 1999, dirigida por Frédéric Schoendoerffer
- Le libertin, 1999, dirigida por Gabriel Aghion
- Un dérangement considérable, 1999, dirigida por Bernard Stora
- Zaide, un petit air de vengeance, 1999, dirigida por Josée Dayan
- Himalaya - l'enfance d'un chef, 1999, dirigida por Éric Valli
- Comme un aimant (The Magnet), 2000, dirigida por Kamel Saleh and Akhenaton
- Los ríos de color púrpura (The Crimson Rivers), 2000, dirigida por Mathieu Kassovitz
- Harrison's Flowers, 2000, dirigida por Elie Chouraqui
- Belphégor, le fantôme du Louvre, 2000, dirigida por Jean-Paul Salomé
- De l'amour, 2000, dirigida por Jean-Francois Richet
- Un aller simple, 2000, dirigida por Laurent Heynemann
- Vidocq, 2000, dirigida por Pitof
- Origine océan quatre milliards d'annees sous les mers, 2001, dirigida por Gérald Calderon
- L'enfant qui voulait être un ours, 2001, dirigida por Jannick Astrup
- Le Peuple migrateur (Winged Migration), 2001, produced by Jacques Perrin
- Genesis, 2002, dirigida por Claude Nuridsany and Marie Pérennou
- Agents secrets , 2003, dirigida por Frédéric Schoendoerffer
- Los chicos del coro, 2004, dirigida por Christophe Barratier
- Let's Be Friends, 2004, dirigida por Olivier Nakache & Éric Toledano
- Brice de Nice, 2004, dirigida por James Huth
- Milady (televisión), 2004, dirigida por Josée Dayan
- Sometimes in April (televisión), 2005, dirigida por Raoul Peck
- Les Rois maudits (miniserie de televisión), 2005, dirigida por Josée Dayan
- Gaspard le bandit (televisión), 2006, dirigida por Benoît Jacquot
- La Planète Blanche, 2006, dirigida por Thierry Piantanida and Thierry Ragobert
- Truands, 2007, dirigida por Frédéric Schoendoerffer
- Le Deuxième souffle, 2007, dirigida por Alain Corneau
- Les Femmes de l'ombre, 2008, dirigida por Jean-Paul Salomé
- Living in Emergency: Stories of Doctors Without Borders, 2008, dirigida por Mark N. Hopkins
- MR 73, 2008, dirigida por Olivier Marchal
- Agathe Cléry, 2008, dirigida por Étienne Chatilliez
- Oceans, 2009, Disneynature film
- Villa Amalia, 2009, dirigida por Benoît Jacquot
- Coraline, 2009, dirigida por Henry Selick
- El secreto del libro de Kells, 2009, dirigida por Tomm Moore
- Lucky Luke, 2009, dirigida por James Huth
- Océans (film), 2010, dirigida por Jacques Perrin
- Babies (Documentary), 2010, dirigida por Thomas Balmes
- Turk's Head, 2010, dirigida por Pascal Elbé
- The Chameleon, 2010, dirigida por Jean-Paul Salomé
- The Counterfeiters, 2010, dirigida por Benoît Jacquot
- My Worst Nightmare, 2011, dirigida por Anne Fontaine
- La Clé des champs, 2011, dirigida por Claude Nuridsany and Marie Pérennou
- La Mer à l'aube (televisión), 2012, dirigida por Volker Schlöndorff
- Adiós a la reina, 2012, dirigida por Benoît Jacquot
- Tras la pista del Marsupilami, 2012, dirigida por Alain Chabat
- La Rizière, 2012, dirigida por Xiaoling Zhu
- Happiness Never Comes Alone, 2012, dirigida por James Huth
- Ludwig II, 2012, dirigida por Peter Sehr
- Pour toi j'ai tué (televisión), 2012, dirigida por Laurent Heynemann
- Je fais le mort, 2013, dirigida por Jean-Paul Salomé
- Amazonia, 2013, dirigida por Thierry Ragobert
- Primavera en Normandía, 2014, dirigida por Anne Fontaine
- La canción del mar, 2014, dirigida por Tomm Moore
- 3 corazones, 2014, dirigida por Benoît Jacquot
- Mune: Guardian of the Moon, 2014, dirigida por Benoît Philippon and Alexandre Heboyan
- Journal d'une femme de chambre, 2015, dirigida por Benoît Jacquot
- Random Acts, 2016, dirigida por Henry Selick, junto con Steven Price y Mark Mothersbaugh
- Les Saisons, 2016, dirigida por Jacques Perrin
- Brice 3, 2016, dirigida por James Huth
- Never Ever, 2016, dirigida por Benoît Jacquot
- Voyage à travers le cinéma français, 2016, dirigida por Bertrand Tavernier
- Marie Curie, 2016, dirigida por Marie Noelle
- La mélodie, 2017, dirigida por Rachid Hami
- Normandía al desnudo, 2018, dirigida por Philippe Le Guay
- Colmillo blanco, 2018, dirigida por Alexandre Espigares

## Premios y distinciones
Premios Óscar
| Año  | Categoría              | Canción               | Película            | Resultado |
| ---- | ---------------------- | --------------------- | ------------------- | --------- |
| 2005 | Mejor canción original | «Vois sur ton chemin» | Los chicos del coro | Nominado  |